# Antal Nimród
Antal Nimród (Los Angeles, 1973. november 30. –) magyar származású amerikai filmrendező.

## Életpályája
Antal Nimród 1973. november 30-án született Los Angelesben, kivándorolt magyar szülők gyermekeként. 18 éves korában, 1991-ben költözött haza Magyarországra, hogy a magyar Színház- és Filmművészeti Főiskola diákja legyen, mivel 14 éves korától kezdődően álma volt, hogy egyszer filmes lesz.
1996-ban lediplomázott, majd az 1990-es évek végén jelentős sikereket ért el videóklipek és reklámfilmek forgatásával Magyarországon és Csehországban. Készített videóklipet a Warpigsnek, (Szandál), a Quimbynek, (Halleluja, Hol volt, hol nem volt, Androidő, Hoppá) Sub Bass Monsternek (Nincs nő, nincs sírás, Gyulafirátót, 4 ütem, Mákvirág, Tovább is van, mondjam még?, Igaz vagy hamis), továbbá a Heaven Street Seven (Mozdulj), az Irigy Hónaljmirigy (Rum a tejbe) és Ganxsta Zolee (Vato Loco) számára is. Az első, amire saját bevallása szerint már büszke is, a Quimby Hol volt, hol nem volt című számához készült. A népszerű klip egy hullaházban játszódik, ahol az együttes többé-kevésbé halott énekesét, Kiss Tibort éppen boncolni viszik. 2003-ban forgatta az első nagyjátékfilmjét, a Kontrollt, amelyet nemcsak rendezett, hanem írt is. A nagy sikert aratott film számos díjat - köztük a cannes-i fesztivál Ifjúság díját -, valamint hírnevet hozott.
2005-ben Antal Nimród visszatért Los Angelesbe, hogy filmes pályafutását Hollywoodban folytassa. Az első tengerentúli rendezése a Vacancy (2007) volt, Kate Beckinsale és Luke Wilson főszereplésével. Sikeres kinti bemutatkozását a 2009-es bemutatóval tervezett A szállítmány követte, amelyben olyan színészek vállaltak szerepet, mint Laurence Fishburne, Matt Dillon, Jean Reno és Milo Ventimiglia.
2009 nyarán jelentették be hivatalosan, hogy a Predators (Ragadozók) című film rendezési lehetőségét Antal Nimród kapta. A Robert Rodríguez producer vezetésével készülő mozifilm korábbi változatában Arnold Schwarzenegger játszotta a főszerepet.
A Viszkis című, 2017-ben megjelent, Ambrus Attiláról szóló játékfilmje is díjnyertes lett, miközben nagy közönségsikert aratott: az 1990 utáni magyar filmgyártás legnézettebb filmjei között szerepel, ami a témaválasztásból is ered.
Antal Nimród nem csak rendez, Magyarországon több kisfilmben és nagyjátékfilmben bukkant fel, például az 1999-es Közel a szerelemhez-ben és a 2000-es Balra a nap nyugszik-ban. A legújabb munkája egy 3D-s koncertfilm a Metallicával, Through The Never címmel, melyet 2013 szeptemberében mutattak be.
A budapesti metrós korszaka még 1997-ben kezdődött a Warpigs együttes Szandál című slágeréhez forgatott videóklippel, majd 2000 januárjában elkészítette a Kontroll előzetesének (demójának) tekinthető Alagútpatkányok című rövid videót.

## Filmográfia

### Film
| Év   | Cím                          | Angol cím   | Megjegyzések |
| ---- | ---------------------------- | ----------- | ------------ |
| 1992 | Bohóclövészet                |             | rövidfilm    |
| 1995 | Ryde                         |             | rövidfilm    |
| 1999 | Biztosítás                   |             | rövidfilm    |
| 2003 | Kontroll                     |             |              |
| 2007 | Elhagyott szoba              | Vacancy     |              |
| 2009 | A szállítmány                | Armored     |              |
| 2010 | Ragadozók                    | Predators   |              |
| 2013 | Metallica: Through The Never |             | koncertfilm  |
| 2017 | A Viszkis                    |             |              |
| 2023 | Megtorlás                    | Retribution |              |

### Televízió
| Év   | Cím             | Megjegyzések                                            |
| ---- | --------------- | ------------------------------------------------------- |
| 2015 | Wayward Pines   | 1. évad 9. rész                                         |
| 2019 | Servant         | 1. évad 4-5. rész 2. évad 7. és 9. rész 4. évad 8. rész |
| 2022 | Stranger Things | 4. évad 5-6. rész                                       |

### Színészként
- Machete (2010)
- Posztkatona (2003)
- Öcsögök
- Balra a nap nyugszik (2000) – Megbízó
- Közel a szerelemhez (1999) – Gyuri
- Roarsch - Roarsch (1999)

## Díjai, elismerései
- Cannes-i fesztivál, Ifjúság díja, Kontroll (2004)
- Chicagói Nemzetközi Filmfesztivál, Arany Hugo-díj, legjobb film, Kontroll (2004)
- Koppenhágai Nemzetközi Filmfesztivál, Golden Shawn, legjobb Rendező, Kontroll (2004)
- Cottbus-i Nemzetközi Filmfesztivál, FIPRESCI-díj, Kontroll (2004)
- Magyar Filmszemle, Gene Moskovitz-díj, Simó Sándor emlékdíj, Kontroll (2004)
- Varsói Nemzetközi Filmfesztivál, közönségdíj, Kontroll (2004)
- Philadelphiai Nemzetközi Filmfesztivál, közönségdíj, Kontroll (2004)
- Magyar Köztársasági Ezüst Érdemkereszt (2005)